# چژوویتسه (استان اشوی‌داشکسیه)
چژوویتسه (به لهستانی: Czyżowice) یک منطقهٔ مسکونی در لهستان است که در گمینا بیستسه واقع شده‌است.